# Trzebcz
Trzebcz – wieś w Polsce położona w województwie dolnośląskim, w powiecie polkowickim, w gminie Polkowice.

## Podział administracyjny
W latach 1975–1998 miejscowość administracyjnie należała do województwa legnickiego.

## Środowisko naturalne
Wieś znajduje się w obrębie mikroregionu Wzgórza Polkowickie, wchodzącego w skład mezoregionu Wzgórza Dalkowskie.

## Charakterystyka
Na terenie wsi zlokalizowano między innymi zarząd i jeden z zakładów spółki Minova-Ksante zajmującej się chemią, w tym produkcją ksantogenianów i klejów technicznych, a także rejon „Rudna” ZWR oraz dyrekcja i szyb główny ZG Rudna. Znajduje się tutaj około 50 domów i pałac z około XVIII w. oraz park książęcy. W Trzebczu został posadzony Dąb Papieski. Przez wioskę przepływa malowniczy strumień, tworzący w stronę północną malowniczy przełom. W grudniu 2010 roku został w dolinie ww. strumienia Zespół Przyrodniczo-Krajobrazowy Trzebcz.
W pobliskich lasach znajdują się dobrze utrzymane trasy biegowe, po dawnym nasypie kolejowym oraz trasy offroadowe dla miłośników 4 kółek i dwa tory motocrossowe (naturalny i sztuczny) ogólnie dostępne. Z góry, górującej nad wioską, gdzie posadzony został Dąb Papieski, zaobserwować można (przy dobrej widoczności) miejscowości oddalone o 30–50 km.